# Космос-1620
Космос-1620 је један од преко 2400 совјетских вјештачких сателита лансираних у оквиру програма Космос.
Космос-1620 је лансиран са космодрома Плесецк, СССР, 15. јануара 1985. Ракета-носач Ф-2 је поставила сателит у орбиту око планете Земље. Маса сателита при лансирању је износила 40 килограма. Космос-1620 је био комуникациони сателит.